# Ozërsk (Oblast' di Čeljabinsk)
Ozërsk (in russo Озёрск?) è una città chiusa nell'oblast' di Čeljabinsk, in Russia. Ha una popolazione di: 76.434 secondo il censimento russo del 2023, precedentemente 82.268, nel 2010 e 91.760 in quello del 2002.

## Storia
È stata fondata sulla costa del Lago Irtyash nel 1945 per ospitare le maestranze per la costruzione e la gestione dell'impianto chimico nucleare segreto di Majak. Fino al 1994, era conosciuta come Chelyabinsk-65, e ancora prima come Chelyabinsk-40 (i numeri sono le ultime cifre del codice postale, e il nome è quello della più vicina grande città; questa era una pratica comune per dare il nome alle città chiuse). Nel 1994, le è stato conferito lo status di città ed è stata rinominata Ozërsk.

## Status amministrativo e municipale
Amministrativamente, insieme con altre sei località rurali, è incorporata nella Città di Ozërsk — un'unità amministrativa con uno status equivalente a quello dei distretti. Municipalmente, la Città di Ozërsk è incorporata nellOkrug Urbano di Ozërsk.

## Economia
Ozërsk era e rimane una città chiusa per la sua vicinanza allo stabilimento di Majak, una delle fonti del plutonio sovietico durante la Guerra Fredda, e ora un impianto russo per il trattamento di rifiuti nucleari e il riciclaggio di materiale nucleare proveniente da armi nucleari fuori uso.
L'impianto stesso copre un'area di circa 90 km² e impiega circa 15.000 persone.
Il Majak è prima di tutto impegnato nel trattamento del combustibile nucleare consumato dai sottomarini nucleari, dai rompighiaccio e dagli impianti di produzione di energia. Commercialmente, produce cobalto-60, iridio-192, carbonio-14 e stabilisce un processo di conversione con l'uso di tecnologie radioattive applicando tecnologie senza sprechi.
Lo stemma della città riproduce una salamandra infuocata, che rappresenta la situazione ecologica dopo l'incidente del 1957.
Il Dipartimento di Costruzione degli Urali Meridionali (ЗАО "Южноуральское управление строительства") è un'altra grande azienda. Le sue attività includono l'edilizia per le necessità dell'industria atomica, la produzione di costruzioni vere e proprie e materiali per l'edilizia.
I principali prodotti dell'Impianto di Produzione di Componenti Elettrici #2 (ЗАО "Завод электромонтажных изделий №2") sono dispositivi a basso voltaggio per stabilimenti militari e industriali.

## Istruzione e cultura
Ci sono diciassette diverse istituzioni culturali e servizi pubblici.
Ci sono sedici scuole secondarie, due scuole specializzate nella lingua inglese, un ginnasio, un liceo fisico-matematico, tre istituti d'istruzione professionale, l'Istituto Politecnico degli Urali Meridionali, l'Istituto Musicale, l'Istituto di Ingegneria di Ozërsk (un affiliato dell'Università di Stato di Fisica e Ingegneria di Mosca), e affiliati delle università di Ekaterinburg e Čeljabinsk.